# Daniel Gardner (cyclisme)
Pour les articles homonymes, voir Gardner et Daniel Gardner.
Daniel "Dan" Gardner (né le 6 mars 1996, à Haywards Heath en Angleterre) est un coureur cycliste britannique.

## Biographie
En avril 2015, Daniel Gardner rejoint l'équipe continentale américaine Astellas. Avec cette dernière, il participe au championnat du monde du contre-la-montre par équipes de marques à Richmond. Il intègre ensuite le club belge Baguet-MIBA Poorten-Indulek-Derito. Lors du Tour de Flandre-Orientale 2016, il termine deuxième d'une étape et sixième du classement général. 
Pour la saison 2017, il s'engage avec la formation irlandaise An Post-ChainReaction.

## Palmarès
- 2016
  - 2e du Grand Prix de la Magne
- 2019
  - 3e du Mémorial Danny Jonckheere
- 2022
  - 5e étape du Tour de Southland
- 2023
  - Tour de Southland : 
    - Classement général
    - 5e étape